# محمد فتح الله كماتشو
محمد فتح الله كماتشو (مواليد 15 يونيو 1993) هو لاعب كرة قدم مصري يلعب في مركز الدفاع مع طلائع الجيش.

## روابط خارجية
- محمد فتح الله كماتشو على موقع قاعدة بيانات كرة القدم.إي يو (الإنجليزية)